# 维多利亚·威廉斯
维多利亚·威廉斯（英語：Victoria Williams，1995年5月15日—），英格蘭女子羽毛球運動員。

## 簡歷
2014年9月，维多利亚·威廉斯出戰波蘭羽毛球國際賽，與珍妮·穆尔合作贏得女子雙打亞軍。

## 主要比賽成績
只列出曾進入準決賽的國際賽事成績：
| 年份   | 賽事                   | 公開賽級別 | 項目     | 拍檔            | 成績   |
| ------ | ---------------------- | ---------- | -------- | --------------- | ------ |
| 2013年 | 波蘭羽毛球國際賽       | 國際系列賽 | 女子雙打 | 珍妮·穆尔       | 準決賽 |
| 2014年 | 葡萄牙羽毛球國際賽     | 國際系列賽 | 女子雙打 | 珍妮·穆尔       | 準決賽 |
| 2014年 | 斯洛文尼亞羽毛球國際賽 | 國際系列賽 | 混合雙打 | Oliver Baczala  | 準決賽 |
| 2014年 | 波蘭羽毛球國際賽       | 國際系列賽 | 女子雙打 | 珍妮·穆尔       | 亞軍   |
| 2014年 | 威爾斯羽毛球國際賽     | 國際挑戰賽 | 女子雙打 | 珍妮·穆尔       | 準決賽 |
| 2015年 | 波蘭羽毛球國際賽       | 國際系列賽 | 女子雙打 | 珍妮·穆尔       | 準決賽 |
| 2015年 | 匈牙利羽毛球國際賽     | 國際系列賽 | 混合雙打 | 克里斯托弗·高斯 | 冠軍   |
| 2015年 | 愛爾蘭羽毛球公開賽     | 國際挑戰賽 | 女子雙打 | 杰西卡·霍普顿   | 準決賽 |
| 2016年 | 荷蘭羽毛球國際賽       | 國際系列賽 | 女子雙打 | 珍妮·穆尔       | 準決賽 |
| 2016年 | 波蘭羽毛球國際賽       | 國際系列賽 | 女子雙打 | 珍妮·穆尔       | 準決賽 |
| 2016年 | 匈牙利羽毛球國際賽     | 國際系列賽 | 女子雙打 | 珍妮·穆尔       | 準決賽 |
| 2017年 | 克羅地亞羽毛球國際賽   | 未來系列賽 | 混合雙打 | 马修·克莱尔     | 冠軍   |
| 2017年 | 斯洛文尼亞羽毛球國際賽 | 國際系列賽 | 女子雙打 | 珍妮·穆尔       | 亞軍   |
| 2017年 | 波蘭羽毛球國際賽       | 國際系列賽 | 女子雙打 | 珍妮·穆尔       | 冠軍   |
| 2017年 | 波蘭羽毛球國際賽       | 國際系列賽 | 混合雙打 | 马修·克莱尔     | 亞軍   |
| 2017年 | 愛爾蘭羽毛球公開賽     | 國際系列賽 | 女子雙打 | 珍妮·穆尔       | 亞軍   |
| 2018年 | 愛爾蘭羽毛球公開賽     | 國際系列賽 | 女子雙打 | 杰西卡·霍普顿   | 亞軍   |
| 2018年 | 愛爾蘭羽毛球公開賽     | 國際系列賽 | 混合雙打 | 马修·克莱尔     | 準決賽 |
| 2018年 | 威爾斯羽毛球國際賽     | 國際系列賽 | 混合雙打 | 马修·克莱尔     | 冠軍   |
| 2019年 | 愛沙尼亞羽毛球國際賽   | 國際系列賽 | 混合雙打 | 格雷戈里·梅爾斯 | 亞軍   |
| 2019年 | 斯洛文尼亞羽毛球國際賽 | 國際系列賽 | 女子雙打 | 珍妮·穆尔       | 冠軍   |
| 2019年 | 斯洛文尼亞羽毛球國際賽 | 國際系列賽 | 混合雙打 | 格雷戈里·梅爾斯 | 冠軍   |
| 2019年 | 白俄羅斯羽毛球國際賽   | 國際系列賽 | 女子雙打 | 珍妮·穆尔       | 亞軍   |
| 2019年 | 哈爾科夫羽毛球國際賽   | 國際挑戰賽 | 女子雙打 | 维多利亚·威廉斯 | 準決賽 |
| 2019年 | 哈爾科夫羽毛球國際賽   | 國際挑戰賽 | 混合雙打 | 格雷戈里·梅爾斯 | 準決賽 |
| 2019年 | 蘇格蘭羽毛球公開賽     | 國際挑戰賽 | 混合雙打 | 格雷戈里·梅爾斯 | 準決賽 |
| 2021年 | 比利時羽毛球國際賽     | 國際挑戰賽 | 女子雙打 | 珍妮·穆尔       | 準決賽 |

| 2007-2017年 | 首要超級賽 | 超級賽 | 黃金大獎賽 | 大獎賽 | 國際挑戰賽 | 國際系列賽 | 未來系列賽 | 其他 |

| 2018-2026年 | 總決賽 | 超級1000賽 | 超級750賽 | 超級500賽 | 超級300賽 | 超級100賽 | 國際挑戰賽 | 國際系列賽 | 未來系列賽 | 其他 |

### 奧運會和世錦賽參賽紀錄
|          | 搭檔      | 2017 |
| -------- | --------- | ---- |
| 女子雙打 | 珍妮·穆尔 | 48強 |